# Серра-де-Аррабида
Серра-да-Аррабида образовалась около 7 миллионов лет назад в результате столкновения африканской и евразийской плит, что также привело к формированию Средиземного моря в процессе, который длился сотни миллионов лет.
Серра-да-Аррабида, интегрированная в природный парк Аррабида, состоит из пересеченной местности с сильными уровнями, расположенной на северном берегу устья реки Саду, в муниципалитете Сетубал, в Португалии, с самой высокой точкой на высоте 501 метр и своеобразными характеристиками климата и флоры. Его климат умеренный средиземноморский, представляющий флору, богатую средиземноморскими видами, такими как дуб, пробка.
Природный парк Аррабида, основанный в 1976 году, площадью приблизительно 10 800 гектаров, защищает растительность средиземноморского типа maquis, рожденную из этого микроклимата с сходством с Адриатическими регионами, такими как Далмация.
Фауна довольно разнообразна, хотя с 19-го века она претерпела большие изменения. До начала 20-го века все еще можно было наблюдать волков и оленей. Текущая фауна включает, среди прочего, лису (Vulpes vulpes), кабана (Sus scrofa), зайца (Lepus capensis), летучую мышь, орла-бонелли (Hieraetus fasciatus), королевскую буку (Bubo bubo), куропатку (Alectoriz rufus) и королевскую ласточку (Apus melba). В 2004 году, как и раньше, пожар уничтожил значительную часть парка, который медленно восстанавливается.
Пляжи, защищенные горами, со спокойными и прозрачными водами, популярны среди жителей Сетубала и Лиссабона. Портиньо-да-Аррабида - залив с небольшим островом, Анича, который образует естественный порт, защищенный горами, наряду с Прайя-да-Фигейринья, одним из самых популярных в регионе, и Прайя-ду-Крейру, одним из крупнейших пляжей с наибольшим прибрежным расширением. Есть также Galapinhos, выбранный в 2017 году лучшим пляжем в Европе порталом European Best Destinations, Galapos и Praia dos Coelhos.